# Droit au travail en France
Ne doit pas confondu avec le droit du travail en France.
En droit français, le droit au travail est notamment reconnu dans la Constitution et dans la jurisprudence du Conseil constitutionnel. 

## Droit français
De même, la Constitution de 1946 affirme : « Chacun a le devoir de travailler et le droit d’obtenir un emploi », droit qui est repris dans la Constitution de 1958 qui fonde les bases de la Ve République
Le droit au travail a été proclamé dans la Déclaration universelle des droits de l'homme de 1948 : « Toute personne a droit au travail, au libre choix de son travail, à des conditions équitables et satisfaisantes de travail et à la protection contre le chômage. » (article 23).
La loi du 13 juillet 1965 portant réforme des régimes matrimoniaux permet à la femme mariée d'exercer une profession séparée sans l'autorisation de son mari.
Dans la décision n° 85-200 DC du 16 janvier 1986, le Conseil constitutionnel a affirmé qu’il appartient au législateur « de poser les règles propres à assurer au mieux le droit pour chacun d’obtenir un emploi en vue de permettre l’exercice de ce droit au plus grand nombre d’intéressés. » L'Agence nationale pour l'emploi (ANPE), créée en 1967, découle de ce principe.

## Histoire de la France

### Révolution française
Aux côtés de l'assistance publique, le droit au travail est un thème important des débats de l'Assemblée constituante lors de la Révolution française. Ainsi, elle est une préoccupation des radicaux comme des modérés dès 1789. Selon le politiste Pierre Rosanvallon, «  moins de deux mois après la prise de la Bastille, les pouvoirs publics » organisent des grands travaux, dont « la canalisation de l'Ourcq ; enlèvement d'immondices sur les bords de la Seine ; travaux divers d'aménagement des faubourgs, etc. Des chantiers analogues, qualifiés d' ateliers de secours, sont également ouverts en province à la même époque.» 
La loi du 19 mars 1793 affirme : « Tout homme a droit à sa subsistance par le travail s'il est valide ; par des secours gratuits s'il est hors d'état de travailler. Le soin de pourvoir à la subsistance du pauvre est une dette nationale. » .
De même, l'article 21 de la Déclaration des droits de l'homme et du citoyen de 1793 affirme : « Les secours publics sont une dette sacrée. La société doit la subsistance aux citoyens malheureux, soit en leur procurant du travail, soit en assurant les moyens d’exister à ceux qui sont hors d’état de travailler. » 
Le droit au travail est aussi affirmé dans la Constitution de l'an I, élaborée par la Convention montagnarde.
Ce droit au travail, couplé au droit à l'aide sociale, est une revendication partagée par des politiques aussi différents que Guy-Jean-Baptiste Target, député du tiers état, ou Malouet, qui appartient aux monarchiens et propose à l'Assemblée constituante, le 3 août 1789, la mise en place d'un système de « bureaux de secours et de travail ». De même, Boncerf plaide pour que l'État engage de grands travaux, dans sa brochure De la nécessité et des moyens d'employer avantageusement tous les gros ouvriers, qui connaît un large succès.

### Révolution de 1848
Le droit de travailler devient ensuite une revendication centrale de la République sociale lors de la Révolution de 1848. Le gouvernement provisoire instaure alors les Ateliers nationaux, et de la commission du Luxembourg, des ateliers sociaux sous la direction de Louis Blanc (qui avait signé Organisation du travail en 1839).
Lors des débats du 11 septembre 1848 à l'Assemblée Constituante, Ledru-Rollin défend ainsi ce « double » droit, à l'assistance et au travail, affirmant : « On a dit, le droit au travail, c'est le socialisme. Je réponds : Non, le droit au travail, c'est la République appliquée. »

### Commune de Paris (1871)
Le décret de la Commune de Paris du 16 avril (Journal Officiel de la Commune de Paris , 17 avril)  - "Considérant qu’une quantité d’ateliers ont été abandonnés par ceux qui les dirigeaient afin d’échapper aux obligations civiques, et sans tenir compte des intérêts des travailleurs ;  Considérant que par suite de ce lâche abandon, de nombreux travaux essentiels à la vie communale se trouvent interrompus, l’existence des travailleurs compromise," et visant ainsi à  établir "les conditions pratiques de la prompte mise en exploitation de ces ateliers, non plus par les déserteurs qui les ont abandonnés, mais par l’association coopérative des travailleurs qui y étaient employés" -  peut être aussi considéré comme une étape importante vers la reconnaissance du droit au travail et l'action concrète pour ce droit.